# Dozwil
Dozwil é uma comuna da Suíça, no Cantão Turgóvia, com cerca de 526 habitantes. Estende-se por uma área de 1,30 km², de densidade populacional de 405 hab/km². Confina com as seguintes comunas: Hefenhofen, Kesswil, Uttwil.
A língua oficial nesta comuna é o Alemão.